# 馬順 (錦衣衛指揮同知)

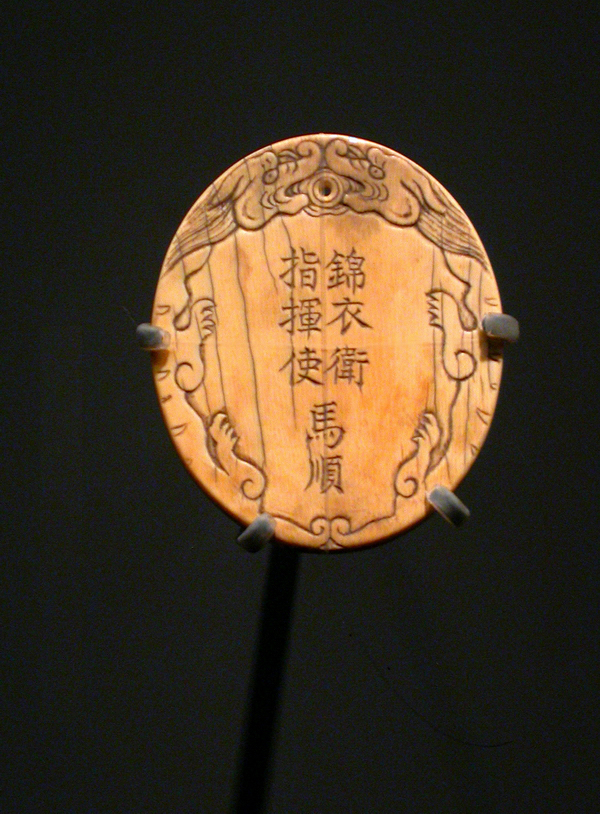
錦衣衛指揮同知馬順陪葬用椭圆形牙牌（背面為：正统十四年八月吉日），收藏於北京首都博物館。

馬順（？—1449年9月12日），明朝政治人物，王振親信，受到王振提拔，最高任職錦衣衛指揮同知。

## 生平
正統二年（1437年）至正統十四年（1449年）担任錦衣衛指揮同知（從三品），為錦衣衛指揮使（正三品）的下一級。同知約二人也是錦衣衛實際的指揮使，因大部分的正牌指揮使為虛銜不管事。
土木堡之变後因護王振一家，「馬順站出叱斥百官」，與毛貴、王長共三人被群臣活生生打死在朝堂上，史稱明朝午門血案。

## 馬順牙牌典故
正統十四年八月廿六日（1449年9月12日）明朝午門血案中馬順被群臣圍毆致死後，其家人因其實際任務而私自將其官銜（從三品）提高一級（正三品），並私刻橢圓形「錦衣衛指揮使馬順」牙牌（其背面為：「正統十四年八月吉日」。而明朝正統京官錦衣衛朝參牙牌為長方形，正面上方弧形刻有如意雲紋，正面中上刻有橫寫「錦衣衛」三個字，接著豎刻官銜不刻名字；左側面刻有此牌的字號；背面亦不刻朝代年月日只刻四行「使用須知」：「朝參官懸帶此牌，無牌者依律論罪，借者及借與者罪同，出京不用」）隨葬。後其墓被盜以致牙牌流落，今收藏於北京首都博物館。明代另有其他形式形狀的腰牌如金牌、銅牌等。

### 馬順實際牙牌
可以推論馬順為錦衣衛領導級官員，也因明朝午門血案被群臣圍毆致死，故其應有尚寶司發放的「武字號.朝參牙牌」。推論其實際的結構為長方形（上方弧形刻有如意雲紋）。
內容為：
- 正面刻：中上橫刻「錦衣衛」，中間豎刻一行「指揮同知」；
- 左側面豎刻：「武字OOOOOOO號」；
- 背面豎刻四行：「朝參官懸帶此牌，無牌者依律論罪，借者及借與者罪同，出京不用」。

並外用錦囊包裹，懸在左腰。